# Pheidologeton ceylonensis
Pheidologeton ceylonensis är en myrart som beskrevs av Auguste-Henri Forel 1911. Pheidologeton ceylonensis ingår i släktet Pheidologeton och familjen myror. Inga underarter finns listade i Catalogue of Life.